# Прогресс М-64
Прогресс М-64 — транспортный грузовой космический корабль (ТГК) серии «Прогресс», запущен к Международной космической станции. 29-й российский корабль снабжения МКС. Серийный номер 364.

## Цель полёта
Доставка на МКС различных грузов, в числе которых топливо, запасы воздуха и кислорода, вода, продукты, научная аппаратура, дополнительное оборудование для американского сегмента станции, расходуемые материалы,посылки с Земли для экипажа, а также 90 улиток, у которых был удалён один глаз. Животные были необходимы для проведения экспериментов по регенерации в условиях невесомости.

## Хроника полёта
- 15.05.2008, в 00:22:56 (MSK), (20:22:56 UTC) — запуск с космодрома Байконур;
- 17.05.2008, в 01:39:20 (MSK), (21:39:20 UTC) — осуществлена стыковка с МКС к стыковочному узлу на агрегатном отсеке служебного модуля «Заря». Процесс сближения и стыковки проводился в автоматическом режиме;
- 01.09.2008, в 23:46:34 (MSK), (19:46:34 UTC) — ТГК отстыковался от орбитальной станции и отправился в автономный полёт.

## Перечень грузов
Суммарная масса всех доставляемых грузов: 2361 кг

## Научная работа
Неделю космический грузовик находился в автономном полёте, в ходе которого выполнил серию технических экспериментов Плазма–Прогресс по исследованию пространственно-временных зависимостей плотности плазменного окружения космического аппарата, возникающего при работе на его борту жидкостных ракетных двигателей. В качестве наземных средств радионаблюдения использовался радар некогерентного рассеяния Института солнечно-земной физики Сибирского отделения Российской академии наук (г. Иркутск). Эксперимент «Плазма-Прогресс», постановщиком которого является ЦНИИ машиностроения (г. Королёв), проводился уже в 3-й раз. Предыдущими «участниками» были корабли «Прогресс М-60», «Прогресс М-61».